# Federalno ministarstvo pravde
Federalno ministarstvo pravde (kraće FMP) je tijelo državne uprave u Federaciji Bosne i Hercegovine. U sastavu Federalnog ministarstva pravde nalazi se Zavod za javnu upravu, kao i Jedinica za implementaciju projekta Svjetske banke za zemljišno-knjižnu administraciju.
Osnovni dokumenti koji reguliraju rad ministarstva su:
- Zakon o federalnim ministarstvima i drugim tijelima federalne uprave ("Službene novine Federacije BiH" br. 19/03, 38/05, 2/06, 8/06 i 61/06)
- Zakon o organizaciji organa uprave u Federaciji Bosne i Hercegovine ("Službene novine Federacije BiH", broj 35/05)

Aktualni ministar je Vedran Škobić.

## Vanjske poveznice
- Službene stranice Federalnog ministarstva pravde